# Meistriliiga 1992
Die Meistriliiga 1992 war die erste offizielle Spielzeit der höchsten estnischen Fußball-Spielklasse der Herren nach der Unabhängigkeit von der Sowjetunion. Die Spielzeit wurde im Frühling 1992 ausgetragen und fortgesetzt mit der Saison 1992/93, nachdem der Estnische Fußballverband das System vom Kalenderjahr-Rhythmus auf Herbst/Frühjahr umstellte.
Meister wurde der FC Norma Tallinn. Absteiger in die Esiliiga waren der JK Tulevik Viljandi und FK Maardu. Der JK Merkuur Tartu blieb nach der Relegation gegen Narva Kreenholm erstklassig.

## Modus
Die Liga umfasste 14 Teams. Die Meisterschaft wurde zunächst in je eine Gruppe West und Ost geteilt. Jedes Team trat dabei einmal gegen jede andere Mannschaft an. Nach sechs Spielen, in denen alle Mannschaften jeweils einmal in ihrer Region gegeneinander angetreten waren, wurde die Liga in zwei Gruppen mit den acht besten bzw. sechs schlechteren Mannschaften unterteilt. Danach spielten die Mannschaften der jeweiligen Gruppen je einmal (Meisterschaftsrunde, Abstiegsrunde) gegeneinander. Mannschaften, die in der Vorrunde aufeinandertrafen, spielten in der Meister- bzw. Abstiegsrunde nicht mehr gegeneinander. Damit war gewährleistet, dass alle Teams im Verlauf der gesamten Spielzeit nur einmal aufeinander trafen.
Der Tabellenerste der Meisterschaftsrunde war somit estnischer Fußballmeister. In der Champions-League-Saison 1992/93 scheiterte Norma Tallinn in der Vorrunde an NK Olimpija Ljubljana. Der Tabellenletzte der Abstiegsrunde FK Maardu stieg direkt in die Esiliiga ab, der Tabellendrittletzte JK Maag Tartu spielte in der Relegation. Da sich vor Beginn der Saison 1992/93 Pärnu JK zurückzog, konnte Tulevik Viljandi (sportlich eigentlich abgestiegen) die Liga halten. Der estnische Fußballpokal wurde in dieser Saison nicht ausgetragen.

## Vereine
| Verein                   | Stadt        | Stadion                   | Kapazität |
| ------------------------ | ------------ | ------------------------- | --------- |
| KSK Vigri Tallinn        | Tallinn      | Kalevi Keskstaadion       | 10.3400   |
| FC TVMK Tallinn          | Tallinn      | Kadrioru staadion         | 4.750     |
| FC Flora Tallinn         | Tallinn      | Kadrioru staadion         | 4.750     |
| FC Norma Tallinn         | Tallinn      | Norma staadion            | 1.000     |
| Dünamo Tallinn           | Tallinn      | Sõle Gümnaasiumi staadion | 0500      |
| JK Eesti Põlevkivi Jõhvi | Jõhvi        | Jõhvi linnastaadion       | 2.000     |
| Keemik Kohtla-Järve      | Kohtla-Järve | Keemiku staadion          | 4.000     |
| FC Maardu                | Maardu       | Maardu linnastaadion      | 1.000     |
| JK Trans Narva           | Narva        | Kreenholmi staadion       | 2.000     |
| Pärnu JK                 | Pärnu        | Pärnu Kalev staadion      | 1.501     |
| JK Kalev Sillamäe        | Sillamäe     | Sillamäe Kalevi staadion  | 0500      |
| SS Kalev Tartu           | Tartu        | Tamme staadion            | 1.600     |
| JK Merkuur Tartu         | Tartu        | Tamme staadion            | 1.600     |
| Tulevik Viljandi         | Viljandi     | Viljandi linnastaadion    | 2.500     |

## Vorrunde

### Gruppe West
| Pl. | Verein              | Sp. | S | U | N | Tore    | Diff. | Punkte |
| --- | ------------------- | --- | - | - | - | ------- | ----- | ------ |
| 1.  | FC Norma Tallinn    | 6   | 6 | 0 | 0 | 029:300 | +26   | 12:0   |
| 2.  | FC TVMK Tallinn     | 6   | 4 | 1 | 1 | 021:600 | +15   | 09:30  |
| 3.  | KSK Vigri Tallinn   | 6   | 4 | 2 | 0 | 016:140 | +2    | 10:20  |
| 4.  | Pärnu JK            | 6   | 2 | 2 | 2 | 010:120 | −2    | 06:60  |
| 5.  | Dünamo Tallinn      | 6   | 2 | 1 | 3 | 007:120 | −5    | 05:70  |
| 6.  | JK Tulevik Viljandi | 6   | 0 | 1 | 5 | 006:230 | −17   | 01:11  |
| 7.  | JK Merkuur Tartu    | 6   | 0 | 1 | 5 | 005:240 | −19   | 01:11  |

| Gruppe West         | FC Norma Tallinn | FC TVMK Tallinn | KSK Vigri Tallinn | Pärnu JK | Dünamo Tallinn | JK Tulevik Viljandi | JK Merkuur Tartu |
| ------------------- | ---------------- | --------------- | ----------------- | -------- | -------------- | ------------------- | ---------------- |
| FC Norma Tallinn    |                  | 2:1             | 6:0               | 3:1      | 3:0            | 6:1                 | 9:0              |
| FC TVMK Tallinn     | –                |                 | 2:1               | 3:3      | 4:0            | 4:0                 | 7:0              |
| KSK Vigri Tallinn   | –                | –               |                   | 4:0      | 3:0            | 4:3                 | 4:3              |
| Pärnu JK            | –                | –               | –                 |          | 1:1            | 4:1                 | 1:0              |
| Dünamo Tallinn      | –                | –               | –                 | –        |                | 4:0                 | 2:1              |
| JK Tulevik Viljandi | –                | –               | –                 | –        | –              |                     | 1:1              |
| JK Merkuur Tartu    | –                | –               | –                 | –        | –              | –                   |                  |

### Gruppe Ost
| Pl. | Verein                   | Sp. | S | U | N | Tore    | Diff. | Punkte |
| --- | ------------------------ | --- | - | - | - | ------- | ----- | ------ |
| 1.  | FC Flora Tallinn         | 6   | 5 | 1 | 0 | 036:400 | +32   | 11:10  |
| 2.  | JK Eesti Põlevkivi Jõhvi | 6   | 3 | 3 | 0 | 018:800 | +10   | 09:30  |
| 3.  | SS Kalev Tartu           | 6   | 3 | 2 | 1 | 022:140 | +8    | 08:40  |
| 4.  | JK Trans Narva           | 6   | 3 | 2 | 1 | 014:900 | +5    | 08:40  |
| 5.  | JK Kalev Sillamäe        | 6   | 1 | 1 | 4 | 004:100 | −6    | 03:90  |
| 6.  | Keemik Kohtla-Järve      | 6   | 1 | 1 | 4 | 005:130 | −8    | 03:90  |
| 7.  | FC Maardu                | 6   | 0 | 0 | 6 | 003:440 | −41   | 0:12   |

| Gruppe Ost               | FC Flora Tallinn | JK Eesti Põlevkivi Jõhvi | SS Kalev Tartu | JK Trans Narva | JK Kalev Sillamäe | Keemik Kohtla-Järve | FC Maardu |
| ------------------------ | ---------------- | ------------------------ | -------------- | -------------- | ----------------- | ------------------- | --------- |
| FC Flora Tallinn         |                  | 1:1                      | 7:2            | 3:1            | 3:0               | 3:0                 | 19:0      |
| JK Eesti Põlevkivi Jõhvi | –                |                          | 2:2            | 4:4            | 2:0               | 2:0                 | 7:1       |
| SS Kalev Tartu           | –                | –                        |                | 2:2            | 2:1               | 4:1                 | 10:1      |
| JK Trans Narva           | –                | –                        | –              |                | 1:0               | 3:0                 | 3:0       |
| JK Kalev Sillamäe        | –                | –                        | –              | –              |                   | 1:1                 | 2:1       |
| Keemik Kohtla-Järve      | –                | –                        | –              | –              | –                 |                     | 3:0       |
| FC Maardu                | –                | –                        | –              | –              | –                 | –                   |           |

## Meisterrunde
Die Mannschaften trugen noch jeweils vier Spiele aus. Die Ergebnisse und Punkte der Teams aus der gleichen Vorrundengruppe (in Klammern) wurden übernommen.
| Pl. | Verein                   | Sp. | S | U | N | Tore    | Diff. | Punkte |
| --- | ------------------------ | --- | - | - | - | ------- | ----- | ------ |
| 1.  | FC Norma Tallinn         | 7   | 5 | 2 | 0 | 022:400 | +18   | 12:20  |
| 2.  | JK Eesti Põlevkivi Jõhvi | 7   | 3 | 4 | 0 | 023:140 | +9    | 10:40  |
| 3.  | FC TVMK Tallinn          | 7   | 3 | 2 | 2 | 023:130 | +10   | 08:60  |
| 4.  | FC Flora Tallinn         | 7   | 3 | 2 | 2 | 017:900 | +8    | 08:60  |
| 5.  | KSK Vigri Tallinn        | 7   | 3 | 0 | 4 | 009:160 | −7    | 06:80  |
| 6.  | SS Kalev Tartu           | 7   | 1 | 3 | 3 | 011:180 | −7    | 05:90  |
| 7.  | JK Trans Narva           | 7   | 1 | 2 | 4 | 009:280 | −19   | 04:10  |
| 8.  | Pärnu JK 1               | 7   | 1 | 1 | 5 | 010:220 | −12   | 03:11  |

| Meisterrunde             | FC Norma Tallinn | JK Eesti Põlevkivi Jõhvi | FC TVMK Tallinn | FC Flora Tallinn | KSK Vigri Tallinn | SS Kalev Tartu | JK Trans Narva | Pärnu JK |
| ------------------------ | ---------------- | ------------------------ | --------------- | ---------------- | ----------------- | -------------- | -------------- | -------- |
| FC Norma Tallinn         |                  | 2:2                      | (2:1)           | 0:0              | (6:0)             | 3:0            | 6:0            | (3:1)    |
| JK Eesti Põlevkivi Jõhvi | –                |                          | 5:3             | (1:1)            | 6:1               | (2:2)          | (4:4)          | 3:1      |
| FC TVMK Tallinn          | –                | –                        |                 | 3:1              | (2:1)             | 1:1            | 10:0           | (3:3)    |
| FC Flora Tallinn         | –                | –                        | –               |                  | 1:2               | (7:2)          | (3:1)          | 4:0      |
| KSK Vigri Tallinn        | –                | –                        | –               | –                |                   | 1:0            | 0:1            | (4:0)    |
| SS Kalev Tartu           | –                | –                        | –               | –                | –                 |                | (2:2)          | 4:2      |
| JK Trans Narva           | –                | –                        | –               | –                | –                 | –              |                | 1:3      |
| Pärnu JK                 | –                | –                        | –               | –                | –                 | –              | –              |          |

## Abstiegsrunde
Die Mannschaften trugen noch jeweils drei Spiele aus. Die Ergebnisse und Punkte der Teams aus der gleichen Vorrundengruppe (in Klammern) wurden übernommen.
| Pl. | Verein                | Sp. | S | U | N | Tore    | Diff. | Punkte |
| --- | --------------------- | --- | - | - | - | ------- | ----- | ------ |
| 9.  | Dünamo Tallinn        | 5   | 4 | 0 | 1 | 014:500 | +9    | 08:20  |
| 10. | Keemik Kohtla-Järve   | 5   | 3 | 2 | 0 | 010:400 | +6    | 08:20  |
| 11. | JK Kalev Sillamäe     | 5   | 2 | 2 | 1 | 008:800 | ±0    | 06:40  |
| 12. | JK Merkuur Tartu      | 5   | 1 | 2 | 2 | 008:700 | +1    | 04:60  |
| 13. | JK Tulevik Viljandi 2 | 5   | 1 | 2 | 2 | 011:110 | ±0    | 04:60  |
| 14. | FC Maardu             | 5   | 0 | 0 | 5 | 004:200 | −16   | 0:10   |

| Abstiegsrunde       | Dünamo Tallinn | Keemik Kohtla-Järve | JK Kalev Sillamäe | JK Merkuur Tartu | JK Tulevik Viljandi | FC Maardu |
| ------------------- | -------------- | ------------------- | ----------------- | ---------------- | ------------------- | --------- |
| Dünamo Tallinn      |                | 1:2                 | 3:1               | (2:1)            | (4:0)               | 4:1       |
| Keemik Kohtla-Järve | –              |                     | 1:1               | (1:1)            | 3:1                 | (3:0)     |
| JK Kalev Sillamäe   | –              | –                   |                   | 3:2              | (1:1)               | (2:1)     |
| JK Merkuur Tartu    | –              | –                   | –                 |                  | 1:1                 | 3:0       |
| JK Tulevik Viljandi | –              | –                   | –                 | –                |                     | 8:2       |
| FC Maardu           | –              | –                   | –                 | –                | –                   |           |

## Relegation
|                  | Gesamt    |                 | Hinspiel | Rückspiel |
| ---------------- | --------- | --------------- | -------- | --------- |
| JK Merkuur Tartu | (a)4:4(a) | Narva Kreenholm | 1:1      | 3:3       |

## Torschützenliste
| Platz | Spieler           | Mannschaft               | Tore |
| ----- | ----------------- | ------------------------ | ---- |
| 01.   | Sergei Bragin     | FC Norma Tallinn         | 18   |
| 02.   | Sergei Afanassjew | JK Eesti Põlevkivi Jõhvi | 13   |
| 03.   | Valeri Mozhuhhin  | FC TVMK Tallinn          | 12   |
| 04.   | Oleg Guzin        | FC TVMK Tallinn          | 11   |
| 04.   | Urmas Kirs        | FC Flora Tallinn         | 11   |
| 06.   | Indro Olumets     | FC Flora Tallinn         | 07   |
| 06.   | Martin Reim       | FC Flora Tallinn         | 07   |
| 06.   | Aleksandr Žurkin  | FC Norma Tallinn         | 07   |